# Glenea iwasakii
Glenea iwasakii là một loài bọ cánh cứng trong họ Cerambycidae.